# Unión Nacional Sinarquista
La Unión Nacional Sinarquista (UNS) es una organización política mexicana de extrema derecha, fundada el 23 de mayo de 1937 en la ciudad de León, Guanajuato. 
El movimiento se inspira en la Falange Española de las Juntas de Ofensiva Nacional Sindicalistas y tiene sus orígenes en la reacción de la ultraderecha católica mexicana a las políticas tanto seculares como de izquierda introducidas durante el maximato y el cardenismo. 
Tras una importante división interna del movimiento sinarquista en 1945, han existido numerosas organizaciones neofascistas, nacionalistas, conservadoras y sincréticas que hacen uso del nombre de la Unión Nacional Sinarquista para llevar a cabo sus actividades, aunque se considera al Partido Fuerza Popular y al Partido Demócrata Mexicano algunos de los más relevantes sucesores ideológicos de la UNS.

## Antecedentes
Durante el gobierno de Plutarco Elías Calles, se restringió al culto católico en México a través de la Ley Calles. Dicho acontecimiento dio lugar al estallido de la Guerra Cristera en 1926, la cual buscaba revertir las acciones de Calles.
Tras finalizar el maximato y la Guerra Cristera, durante el gobierno de Lázaro Cárdenas, se implantó en México un sistema educativo socialista y se confiscaron varios millones de hectáreas de tierra a los hacendados que aún quedaban en el país, para después redistribuir la tierra a los campesinos. Esto representaba una nueva amenaza para la oligarquía católica y los grupos de derecha radical en el país.
Para evitar conflictos con los grupos de la ultraderecha religiosa, Cárdenas realizó concesiones a la Iglesia para intentar apaciguar a éstos. No obstante, diversos militantes como Juan Ignacio Padilla, tenían la intención de revertir por completo las políticas seculares del país, ya que amenazaban fuertemente a la "hegemonía de la Iglesia" sobre la sociedad mexicana, y especialmente, sobre el campesinado.

## Historia

### Fundación
La Unión Nacional Sinarquista fue fundada el 23 de mayo de 1937 en la ciudad de León, Guanajuato. No existe un consenso sobre quiénes fundaron la organización o bajo qué circunstancias. Sin embargo, se suele reconocer a José Antonio Urquiza, Salvador Abascal, Juan Ignacio Padilla, Jesús Hernández Alcalá, los Hermanos Trueba y Hermanos Zermeño como sus principales fundadores.
La ciudad de León se ubica en la región mexicana del Bajío, la cual siempre se ha caracterizado por preservar su cultura y fe católicas. Asimismo, fue la región del país donde la reforma agraria de Cárdenas tuvo menos éxito. De esta forma, influenciados por grupos anticomunistas y ultracatólicos, estudiantes de la Universidad de Guanajuato entre los que destacan Urquiza y Abascal, fundan la UNS.

### Decadencia
Durante 1945, el movimiento se dividió en dos facciones cuando Carlos Athie reemplazó a Torres Bueno como líder de la UNS. Ambas organizaciones clamaban el nombre de la Unión Nacional Sinarquista.

### Sucesores ideológicos
En 1946, Manuel Torres Bueno fundó el Partido Fuerza Popular, partido que sirvió como brazo electoral del sinarquismo. Posteriormente, en 1949, el partido fundado por Torres Bueno fue disuelto junto al Partido Comunista Mexicano tras entrar en vigor una política más agresiva contra el "extremismo". Por otro lado, la facción sinarquista liderada por Juan Ignacio Padilla optó por no formar un brazo electoral, sino por involucrarse en las actividades del considerablemente más moderado y liberal conservador Partido Acción Nacional (PAN), el cual cooperó activamente con los sinarquistas, particularmente, durante la campaña electoral de 1958.
Durante la década de 1970, el sinarquismo apareció nuevamente como un movimiento político bajo el nombre del Partido Demócrata Mexicano (PDM), el cual participó en la elección de 1982, postulando a Ignacio González Golláz como candidato, quien obtuvo únicamente 1.8 por ciento de los votos. Finalmente, en 1988, el PDM perdió su registro como partido político.

## Ideología
En sus inicios, la UNS tenía como objetivo restaurar la teocracia católica en México, a la cual se referían como «el orden social cristiano». Con respecto al fascismo, si bien Salvador Abascal se declaró en contra del nazismo y de Adolf Hitler, también es cierto que entre los militantes de la UNS existía simpatía por la causa nacionalista española, el nacionalsindicalismo y Francisco Franco. Asimismo, el movimiento conservó la idea de "combatir al comunismo y el ateísmo" apoyada por los grupos católicos de la Guerra Cristera. Los sinarquistas se oponían tanto a la idea de la lucha de clases planteada por los movimientos comunistas, como a las ideas del liberalismo. En el contexto político mexicano de la época, esto significaba la oposición a las políticas seculares, anticlericales y semi socialistas del gobierno de Cárdenas y sus predecesores.